# Штраус, Оскар
О́скар Штра́ус (нем. Oscar Straus, 6 марта 1870, Вена — 11 января 1954, Бад-Ишль) — австрийский композитор, получивший известность благодаря своим опереттам (венской школы), музыке к кинофильмам и многочисленным песням. Почти однофамилец, но не родственник Иоганна Штрауса (последняя буква в немецком написании фамилии у них различается).

## Биография
Оскар Штраус родился в Вене в еврейской семье. В 6 лет остался без отца, заботу о мальчике взял на себя дядя по матери. Ещё в детстве тянулся к музыке и сам пробовал сочинять.
Учился музыке в Берлине у Макса Бруха. По окончании обучения некоторое время работал дирижёром оркестра в Берлине, Брно и других городах.
Поставленная в 1894 году комическая опера «Кордовский мудрец» большого успеха не имела.
В 1898 году Иоганн Штраус (сын) посоветовал Оскару заняться театральной музыкой.
С 1900 года работал капельмейстером в берлинском кабаре «Юбербреттл». Его песни распевали в Берлине. Вскоре Оскар Штраус решил вернуться в Вену и серьёзно заняться композицией.
В 1904 году была поставлена первая оперетта Оскара Штрауса, «Весёлые нибелунги», — пародия на Рихарда Вагнера. За ней в 1900-е годы последовал ряд других оперетт, из которых огромную международную популярность заслужили «Грёза о вальсе» и «Шоколадный солдатик». Оскар Штраус в эти годы был единственным реальным соперником Легара.
В 1919 году вновь переехал в Берлин, работает дирижёром. Из оперетт этого периода стала очень популярной «Последний вальс».
В 1930-е годы совершил поездку в Голливуд, где писал музыку к фильмам.
Разгул нацизма в Германии заставил Оскара Штрауса переехать в Вену. Но вскоре, после аншлюса Австрии и начала гонений на евреев, он снова вынужден эмигрировать — сначала в Париж, а затем — в США.
По окончании войны вернулся в Европу и поселился в городке Бад-Ишль, близ Зальцбурга, где и провёл последние годы.

## Творчество
За свою долгую жизнь Оскар Штраус написал два десятка оперетт, два балета, несколько опер, около 500 песен, множество танцев и других оркестровых произведений. Работал также в области хоровой и камерной музыки.

### Оперетты
- Весёлые нибелунги (Die lustigen Nibelungen, 1904)
- Zur indischen Witwe — 1905
- Медовый месяц Хугдитриха (Hugdietrichs Brautfahrt, 1906)
- Грёза о вальсе (Ein Walzertraum, 1907)
- Шоколадный солдатик (Der tapfere Soldat, 1908, по пьесе Бернарда Шоу)
- Диди (Didi, 1908)
- Das Tal der Liebe — 1909
- Mein junger Herr (My Son John) — 1910
- Храбрый Кассиан (Der tapfere Cassian, 1912)
- Вена танцует (The Dancing Viennese, 1912)
- Love and Laughter — 1913
- Rund um die Liebe — 1914
- Liebeszauber — 1916
- Последний вальс (Der letzte Walzer, 1920)
- Жемчуга Клеопатры (Die Perlen der Cleopatra, 1923)
- Музыка возвращается (Die Musik kommt, 1928; новая редакция: Ihr erster Walzer, 1950)
- Eine Frau, die weiß, was sie will — 1932
- Три вальса (Drei Walzer, 1935; здесь использована также музыка Иоганна Штрауса-сына и Иоганна Штрауса-отца)
- Божена (Bozena, 1952)

### Балеты
- Коломбина (Colombine, 1904)
- Принцесса Трагантская (Die Prinzessin von Tragant, 1912)

### Музыка к кинофильмам
- Мораль леди (A Lady's Morals, 1930)
- Дунайская песня любви (Danube Love Song, 1931, на экраны не вышел)
- Смеющийся лейтенант (The Smiling Lieutenant, 1932)
- Южанин (The Southerner, 1932)
- Один час с тобой (One Hour With You, 1932)
- Господа из ресторана Максима (Die Herren von Maxim, 1933)
- Весенние голоса (Frühlingsstimmen, 1934)
- Страна без музыки (Land Without Music, 1935)
- Загадай желание (Make a Wish, 1935)
- Сараево (Sarajevo, 1940)
- Карусель (La ronde, 1950, по книге A. Шницлера)
- Мадам де… (Madame de…, 1953)